# Ромеро, Аристотелес
Эрмес Аристотелес Ромеро Эспиноса (исп. Hermes Aristóteles Romero Espinoza; родился 18 октября 1995 года в Калабосо, Венесуэла) — венесуэльский футболист, полузащитник клуба «Анкаран» и сборной Венесуэлы.

## Клубная карьера
Ромеро начал профессиональную карьеру в клубе «Карабобо». 12 января 2014 года в матче против «Льянерос» он дебютировал в венесуэльской Примере. 24 августа в поединке против «Депортиво Лара» Аристотелес забил свой первый гол за «Карабобо». В начале 2015 года Ромеро полгода на правах аренды выступал за «Монагас».
Летом 2015 года Аристотелес присоединился к «Депортиво Лара». 12 июля в матче против «Арагуа» он дебютировал за новую команду. Летом 2016 года Ромеро вернулся в «Карабобо».
В летом 2016 года Аристотелес перешёл в «Минерос Гуаяна». 3 июля в матче против «Депортиво Ла Гуайра» он дебютировал за новую команду. 16 июля в поединке против «Саморы» Ромеро забил свой первый гол за «Минерос Гуаяна». Летом 2017 года Аритотелес перешёл в итальянский «Кротоне». 25 октября в матче против «Ромы» он дебютировал в итальянской Серии A.
В начале 2018 года Ромеро на правах аренды перешёл в словенский «Анкаран».

## Международная карьера
4 июня 2017 года товарищеском матче против сборной США Ромеро дебютировал за сборную Венесуэлы, заменив во втором тайме Дарвина Мачиса.